# دیفلوکساسین
دیفلوکساسین (به انگلیسی: Difloxacin) (INN)، که با نام تجاری Dicural به بازار عرضه می‌شود، یک آنتی‌بیوتیک فلوروکینولونی سنتزی نسل دوم است که در دامپزشکی استفاده می‌شود. این آنتی‌بیوتیک وسیع الطیف و وابسته به غلظت است، با این حال، اثرگذاری آن به خوبی انروفلوکساسین یا پرادوفلوکساسین نیست.